# Ericaite
L'ericaite è un minerale appartenente al gruppo della boracite.